# Jacques Texier
Ne doit pas être confondu avec Jacques-Rémi-Antoine Texier.
Pour les articles homonymes, voir Texier.
Jacques Texier, né le 19 décembre 1932 à Froges en Isère et mort le 13 janvier 2011 à Paris, est un philosophe français, spécialiste de la pensée d'Antonio Gramsci, qu'il présente au public français dans un livre publié en 1966, de Karl Marx et de Friedrich Engels. Chercheur au CNRS à partir de 1968, il était rattaché au Laboratoire de philosophie politique (en 2002). 
Il fonde la revue Actuel Marx avec Jacques Bidet en 1986 et la dirigeront tous deux jusqu'en 1997, date à laquelle Jacques Texier laisse la direction à Bidet seul.

## Biographie
Son père, Fernand Texier, ouvrier puis électricien, participa aux FTP-MOI, tout comme sa mère, pendant la Seconde Guerre mondiale, avant d'être élu maire PCF de Saint-Martin-d'Hères .
Jacques Texier participa au Centre d'études et de recherches marxistes (CERM) dirigé par Nicolas Pasquarelli et où travaillaient également Georges Labica et Lucien Sève. Intéressé par Gramsci et l'orientation du Parti communiste italien (PCI), qui se dégageait du stalinisme et refusait l'inféodation à Moscou, il finira par quitter le PCF en 1978. Il participe et organise ainsi de nombreux colloques. Il répond ainsi, lors d'un colloque sur Gramsci organisé par le PCI à Cagliari, en 1967, à l'interprétation du concept gramscien de « société civile » portée par Norberto Bobbio, lequel plaidait en faveur d'une primauté complète de la superstructure sur l'infrastructure. Au contraire, Texier voyait chez Gramsci un entrelacement complexe des deux structures.
Au CNRS, il travaille dans un laboratoire dirigé par Georges Labica, et y rencontre Jacques Bidet, avec qui il cofonde, en 1986, la revue Actuel Marx . Ses travaux portent notamment sur le marxisme italien et l'actualité de Marx et Engels. Dans Révolution et démocratie chez Marx et Engels (PUF, 1998), il s'attache à montrer que le marxisme de Marx-Engels attachait plus d'importance que ce que le marxisme orthodoxe, influencé par la lecture que Lénine présente dans L'État et la révolution, pouvait le dire aux libertés politiques de la démocratie. Il s'intéressa notamment aux écrits de Marx concernant la possibilité d'effectuer, dans des pays industrialisés comme les Pays-Bas, une révolution pacifique et démocratique. Il défendra ces thèses lors du colloque organisé par Il Manifesto en l'honneur des 150 ans du Manifeste du Parti communiste en Italie. Il dira alors que le « parti » désigné dans le Manifeste ne concordait pas avec la forme prise par les partis ouvriers communistes, mais désignait plutôt un « parti-classe », à savoir une tendance politique générale.

## Publications
- Révolution et démocratie chez Marx et Engels, Paris, PUF, « Actuel Marx confrontation », 1998.  (ISBN 2-13-049726-8)
- Gramsci, traduction, présentation, choix de textes d'Antonio Gramsci, biographie, bibliographie, Paris, Éditions Seghers, « Philosophes de tous les temps », 1966 ; rééd. 1967
- « Structure et histoire dans la production des connaissances », Paris, Centre d'études et de recherches marxistes (Les Cahiers du Centre d'études et de recherches marxistes), 1968
- « Gramsci, théoricien des superstructures », La Pensée, n° 139, 1968
- « Notes sur Gramsci : à propos de quelques articles », Paris, Centre d'études et de recherches marxistes (Les Cahiers du Centre d'études et de recherches marxistes ; 117), 1974
- « Sur le statut du philosophique. Marx est-il marxiste ?. Une étude du "Marx" de Michel Henry », Paris, Centre d'études et de recherches marxistes (Les Cahiers du Centre d'études et de recherches marxistes ; 149), 1978
- « Sur le sens de “société civile” chez Gramsci », dans Libéralisme, société civile, État de droit, Paris, PUF, Actuel Marx, 1989/1.  (ISBN 9782130426523)
- Labriola d'un siècle à l'autre, avec Georges Labica (dir.), actes du colloque international, CNRS, 28-30 mai 1985, Paris, Méridiens-Klincksieck, « Philosophie », 1988.  (ISBN 2-86563-188-5)
- Marx et l'appropriation sociale, avec Antoine Artous et Henri Maler, Paris, Éditions Syllepse, « Les cahiers de Critique communiste », 2003. (ISBN 2-84797-071-1)
- Fin du communisme ? Actualité du marxisme ?, avec Jacques Bidet (dir.), actes colloque international, Sorbonne, 17-18-19 mai 1990 / organisé par la revue Actuel Marx et l'Istituto italiano per gli studi filosofici, Paris, Presses universitaires de France, « Actuel Marx confrontation », 1991.  (ISBN 2-13-043830-X)
- L'idée du socialisme a-t-elle un avenir ?, avec Jacques Bidet (dir.), actes du colloque international, Paris, Sorbonne, 6-8 juin 1991 / organisé par la revue Actuel Marx et l'Istituto italiano per gli studi filosofici, Paris, Presses universitaires de France, « Actuel Marx confrontation », 1992.  (ISBN 2-13-044753-8)
- Le nouveau système du monde, avec Jacques Bidet (dir.), actes du colloque international, Paris, Sorbonne, 29 et 30 mai 1992 / organisé par la revue Actuel Marx et l'Istituto italiano per gli studi filosofici, Paris, Presses universitaires de France, « Actuel Marx Confrontation », 1994.  (ISBN 2-13-046116-6)
- La crise du travail, avec Jacques Bidet (dir.), actes du colloque, Collège international de philosophie, 28-29 janvier 1994 / organisé par la revue Actuel Marx  Paris, Presses universitaires de France, « Actuel Marx confrontation », 1995.  (ISBN 2-13-047001-7)